# لنینو (شهرستان چکماگوشفسکی، باشقیرستان)
لنینو (انگلیسی: Lenino, Chekmagushevsky District, Republic of Bashkortostan) یک شهرک در شهرستان چکماگوشفسکی استان باشقیرستان کشور روسیه است.